# Ben Hall (Räuber)

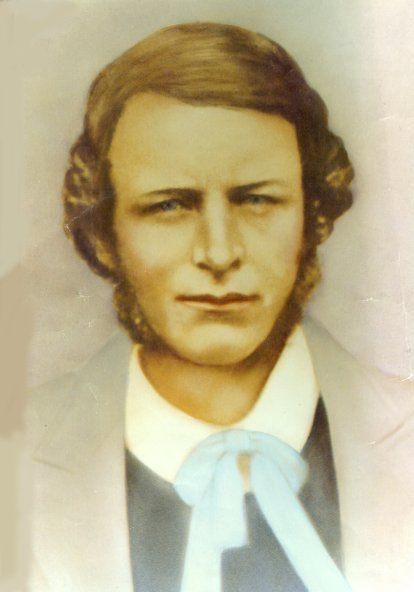
Ben Hall

Ben Hall  (* 9. Mai 1837 in Wallis Plains, Maitland, New South Wales, Australien; † 5. Mai 1865 am Goobang Creek, New South Wales, Australien) war ein australischer Bushranger.

## Frühes Leben
Ben Halls Eltern wurden wegen kleiner Delikte in England verurteilt und als Sträflinge in die Sträflingskolonie Australien deportiert. Dort wurde ihr gemeinsamer Sohn Ben Hall geboren. Hall war ein Stockman, ein australischer Cowboy. Er pachtete Land gemeinsam mit John Maguire am Sandy Creek und veranstaltete dort Pferderennen. Am 29. Februar 1856 heiratete er Bridget Walsh auf dem Gehöft namens Wheogo. Aus dieser Ehe ging ein Sohn hervor.

## Bushranger

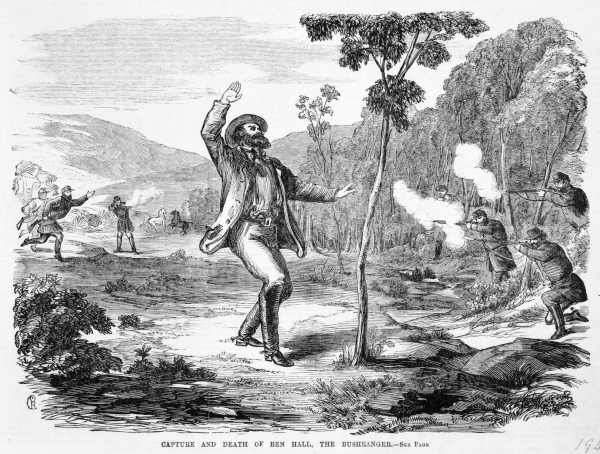
Ben Halls Tod

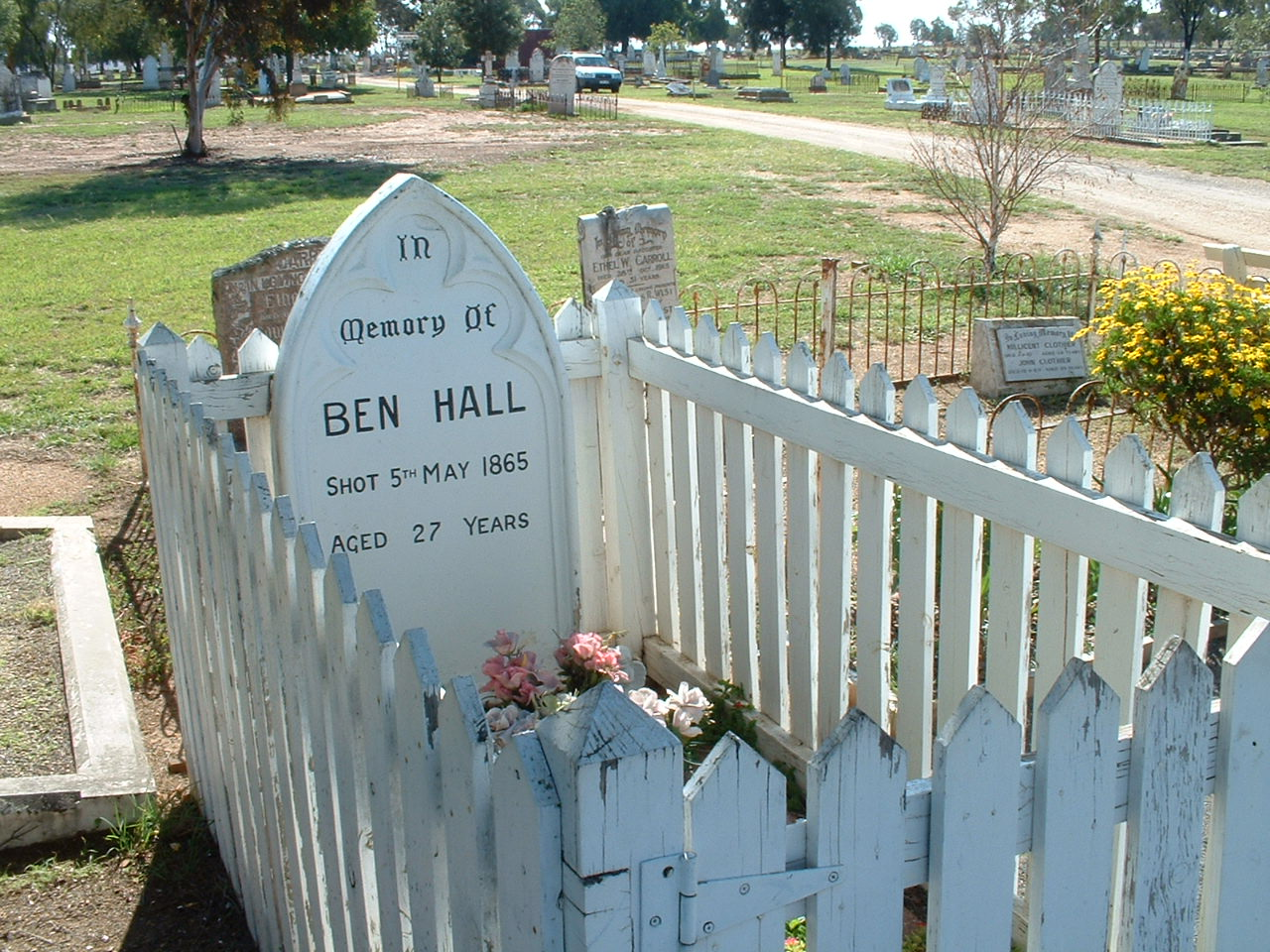
Ben Halls Grabstein in Forbes

Im April 1862 wurde er wegen bewaffneten Raubes verhaftet, was ihm nicht nachgewiesen werden konnte. Daraufhin verließ ihn seine Frau. Im Juli des gleichen Jahres kam er wegen Raub vor Gericht. Er wurde freigesprochen. Aufgrund der hohen Gerichtskosten waren Hall und Maguire gezwungen ihr Land abzugeben. Am 14. März 1863 wurde das Wohnhaus von Hall angezündet, das niederbrannte. Verbittert schloss er sich John Gilbert an, der eine Bushrangerbande anführte.
In dieser Bande wurde er schnell zum Anführer. Die Räuberbande wurde von Hall effektiv geführt, sie war gut ausgerüstet und bewaffnet. Da sie auch Rennpferde stahl, entkam sie ihren Verfolgern, die sie bei ihren Streifzügen damit blamierte. Sie stahl Essen und Getränke und feierte damit beispielsweise mit der dortigen Bevölkerung drei Tage lang in Canowindra.

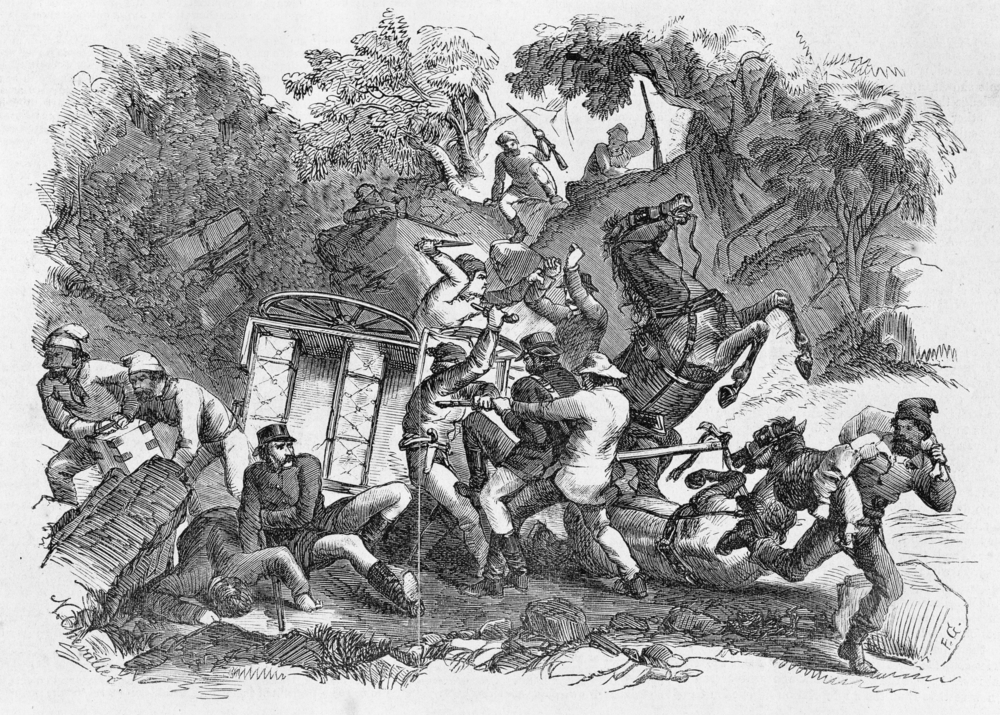
Darstellung des Überfalls auf den Goldtransport mit Ben Hall (vierter v. links)

Die Bushranger raubten auch Reisende aus und überfielen eine Kutsche und erbeuteten dabei die größte Menge Gold, die jemals in Australien gestohlen wurde. Bei ihren Überfällen kam es gelegentlich zu Schießereien mit Todesfolge. Gilbert führte Raubzüge im Raum von Victoria durch und Hall in New South Wales. Später schloss sich Gilbert wieder Hall an. Am 15. November 1864 erschoss Gilbert Sergeant Parry und am 27. Januar 1865 wurde der Polizist Nelson von der Bande erschossen. Auf die Ergreifung von Hall wurde ein Kopfgeld von £ 1000 ausgesetzt und von der Polizei am 5. Mai 1865 ein Hinterhalt am Goobang Creek in New South Wales angelegt. Laut Polizeibericht trafen ihn 30 Kugeln. In seiner kurzen Laufbahn als Räuber habe er mehr als 600 Raubüberfälle begangen; er selbst erschoss keinen einzigen Menschen. Zum Zeitpunkt seines Todes war Hall noch nicht rechtsgültig zum Gesetzeslosen erklärt worden. Damit war seine Tötung ein gesetzeswidriger Akt, weil eine Festnahme mit Todesfolge erst mit Veröffentlichung am 10. Mai hätte wirksam werden können.
Zu seiner Beerdigung kam eine große Zahl von Personen, darunter 40 bis 50 Frauen, die ihn wegen seines Mutes, Humors und seiner Höflichkeit gegenüber Frauen bewunderten und seine Verräter verachteten.
Er wird auch in der Literatur mit Robin Hood verglichen, weil er den Reichen etwas abnahm und seine Beute mit Freunden und Bedürftigen teilte. Auf Grundlage des Lebens von Hall entstanden zahlreiche Legenden und Folksongs. 1911 entstand der Stummfilm Ben Hall and His Gang, 1975 verfilmte die australische BBC mit Jon Finch in der Hauptrolle die TV-Serie Ben Hall und 2016 entstand der australische Film Die Legende des Ben Hall.